# Praga E-214
Praga E-214 byl sportovní letoun vyráběný leteckým oddělením Praga společnosti Českomoravská Kolben-Daněk a.s. v Praze-Karlíně. Firma Českomoravská Kolben-Daněk, vyrábějící letecké motory od roku 1914, založila své letadlové oddělení roku 1930. Konstrukci hornoplošníku E-214 provedl Ing. Jaroslav Šlechta a navazovala na z oblíbený letoun Praga E-114 "Air Baby".

## Vznik a užití

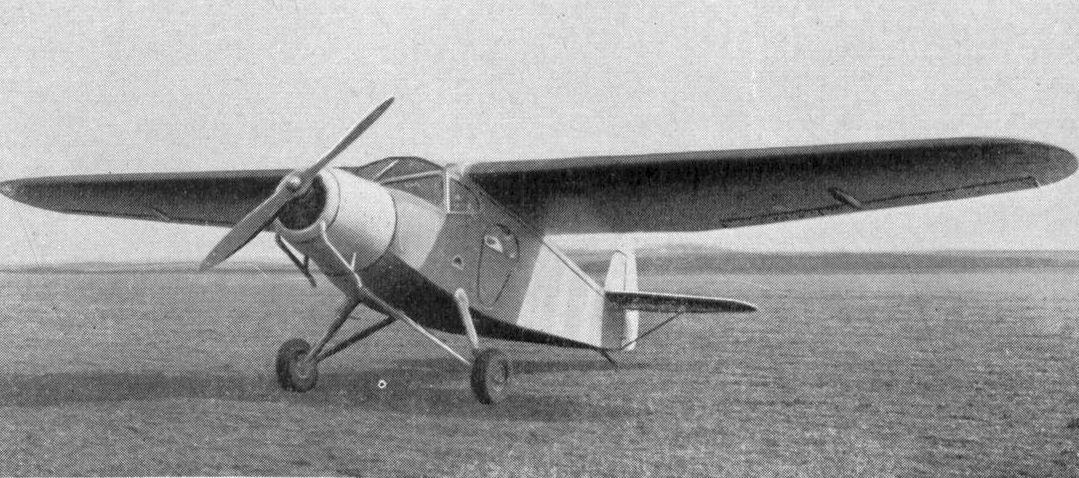
Praga E-214 (1936)

Všestranně dobré parametry a vlastnosti letounu E-114, ale především jeho nosnost, vedly konstruktéry ke stavbě nového, čtyřmístného stroje. Práce toho druhu byly započaty v létě 1935. Konstrukce a stavba letounu pokračovala rychle vpřed. Již v únoru 1936 byl zalétán prototyp E-214. Jiné zdroje - zřejmě nepřesně - uvádějí, že to bylo až koncem léta 1936.
Konstrukce samotného letounu vznikla tak, že pod křídlo E-114, vnitřně poněkud zesílené, byl připjat, objemnější trup dřevěné konstrukce. Přední dvoumístný prostor osádky byl převzat od E-114 včetně způsobu nasedání, pod křídlem však byla druhá kabina pro další dva cestující, kteří seděli vedle sebe. Tato druhá kabina byla přístupna dveřmi na boku trupu pod křídlem.To si vyžádalo změnu podvozku a změnu přídě.
Přepracovaný letoun byl o 100 kg těžší, než jeho předchůdce. To vedlo k náhradě původního motoru Praga B-2 silnějším typem o vyšším výkonu. Byl vybrán hvězdicový sedmiválec Pobjoy R, který vyráběla britská společnost Pobjoy Air Motors. Osvědčený, spolehlivý motor „R“ byl hojně využíván při stavbě jednomístných, lehkých a ultralehkých letadel po celé Evropě. Díky jeho oblibě i v Československu uvažovala jinonická továrna Walter o zakoupení licence. K tomu skutečně došlo a motor se pak vyráběl od roku 1933 pod označením Walter Mira-R. K nasazení na letounu E-214 nedošlo, přestože vlastní letoun byl konstruován až roce 1935 a motor Walter Mira-R měl o 10 k vyšší výkon.
Letové vlastnosti s motorem Pobjoy R o výkonu 55 kW (75 k) i tak byly velmi dobré a čtyřsedadlový typ Praga E-214 byl strojem velmi hospodárným. Připravovala se i montáž reduktorového motoru Praga RD o výkonu 62 kW (85 k), ale k ní nedošlo. Stejně tak zůstala ve formě projektu připravovaná verze E-215 s trupem svařeným z ocelových trubek.

## Specifikace
Údaje podle

### Technické údaje
- jednomotorový samonosný čtyřmístný hornoplošník
- Posádka: 1
- Kapacita: 3 cestující
- Délka: 7,0 m
- Rozpětí: 11,0 m
- Nosná plocha křídel: 15,25 m
- Plošné zatížení: 51,2 kg/m2
- Hmotnost prázdného letounu: 430 kg
- Vzletová hmotnost: 780 kg
- Pohon: Pobjoy R (sedmiválcový vzduchem chlazený hvězdicový motor o výkonu 55 kW/75 k)
- Vrtule: dvoulistá dřevěná vrtule

### Výkony
- Maximální rychlost: 175 km/h
- Cestovní rychlost: 155 km/h
- Dolet: 3 h
- Dostup: 3 600 m
- Stoupavost (čas výstupu na výšku): 25,5´ min do 3 000 m